# 永川区
永川区是中国重庆市下辖的一个市辖区，为重庆西部的金融、通讯、能源中心，也是重庆市主城区主城新区的一部分。因城内三河汇流，形如篆文的“永”字，故取名永川。2006年10月22日经中国国务院批准，由县级市成为重庆市的市辖区。永川区是重庆市一小时经济圈的组成部分，成渝城市群重要节点城市。

## 历史
古为昌州属地。
- 776年（唐大历十一年），割泸州、璧山两县地始置县，因县城三河汇流，形如篆文的“永”字，故取名永川，至今已有1200多年历史。
- 1960年四川省江津地区行署迁至永川。
- 1981年更名为永川行署。
- 1983年地市合并隶属重庆市。
- 1992年5月撤县建立县级市。
- 2006年10月22日，由县级市成为重庆市的市辖区。

### 爆炸事故
2016年10月31日11时33分，永川区金山沟煤矿发生瓦斯爆炸事故。当时有35名矿工正在矿底作业，此事故造成33名矿工遇难。

## 地理
- 永川区位于四川盆地东南部，重庆市西南部，长江上游北岸，东靠璧山区、江津区，南接合江县、泸县，西接荣昌区、大足区，北与铜梁区毗邻。
- 全市地貌分为低山、丘陵、缓丘平坝三大类。地质构造为西南-东北走向的一些列平行山脉分割的缓丘平坝。自东向西这些平行山脉是：云雾山（与江津区、璧山县的分界线）、箕山-黄瓜山、巴岳山-云龙山/英山（阴山）。在上述山脉，分别建有国有林场：云雾山林场（石笋山旅游风景区）、箕山林场（茶山竹海国家森林公园）、黄瓜山林场（黄瓜山森林公园）、红旗林场（巴岳山）、英山林场（云龙山森林公园）。
- 中亚热带湿润季风气候区，日气温年平均为18.0℃，年均降雨量1186毫米。
- 历为川东南物资集散中心和陆路交通枢纽，是重庆西部经济重镇。

| 重慶永川（1991-2020） | 重慶永川（1991-2020） | 重慶永川（1991-2020） | 重慶永川（1991-2020） | 重慶永川（1991-2020） | 重慶永川（1991-2020） | 重慶永川（1991-2020） | 重慶永川（1991-2020） | 重慶永川（1991-2020） | 重慶永川（1991-2020） | 重慶永川（1991-2020） | 重慶永川（1991-2020） | 重慶永川（1991-2020） | 重慶永川（1991-2020） |
| 月份                  | 1月                   | 2月                   | 3月                   | 4月                   | 5月                   | 6月                   | 7月                   | 8月                   | 9月                   | 10月                  | 11月                  | 12月                  | 全年                  |
| --------------------- | --------------------- | --------------------- | --------------------- | --------------------- | --------------------- | --------------------- | --------------------- | --------------------- | --------------------- | --------------------- | --------------------- | --------------------- | --------------------- |
| 日均气温 °C（°F）     | 7.4 (45.3)            | 8.6 (47.5)            | 14.0 (57.2)           | 18.2 (64.8)           | 22.8 (73.0)           | 25.7 (78.3)           | 27.9 (82.2)           | 27.7 (81.9)           | 22.5 (72.5)           | 18.1 (64.6)           | 14.2 (57.6)           | 9.0 (48.2)            | 18.0 (64.4)           |
| 平均降水量 mm（）     | 25.5 (1.00)           | 40.7 (1.60)           | 52.5 (2.07)           | 85.7 (3.37)           | 130.2 (5.13)          | 170.4 (6.71)          | 197.5 (7.78)          | 190.5 (7.50)          | 120.4 (4.74)          | 82.0 (3.23)           | 50.4 (1.98)           | 30.6 (1.20)           | 1,176.4 (46.31)       |
| [ 來源請求 ]          |                       |                       |                       |                       |                       |                       |                       |                       |                       |                       |                       |                       |                       |

## 行政区划
永川区辖7个街道、16个镇：中山路街道、胜利路街道、南大街街道、茶山竹海街道、大安街道、陈食街道、卫星湖街道、青峰镇、金龙镇、临江镇、何埂镇、松溉镇、仙龙镇、吉安镇、五间镇、来苏镇、宝峰镇、双石镇、红炉镇、永荣镇、三教镇、板桥镇和朱沱镇。

### 轄境變化
據清光緒《永川縣誌》記載，永川縣有三塊跨縣飛地：
- 一是西部石盤鋪。由永川縣太平鄉出縣境，跨大足縣郵亭鋪而深入榮昌縣境內。據清光緒《永川縣誌》記載：石盤鋪，轄區內有三縣橋、唐家橋。設鋪兵3名。上(西)至榮昌峰高鋪15里，至榮昌縣城45里；下(東)至大足縣郵亭鋪15里，至永川縣城東底塘鋪75里。因中隔大足縣郵亭，不易管理，民國初年劃歸給榮昌縣，現屬榮昌縣峰高區轄地。
- 二是永川縣西南大磨場界外的銅鑼山一帶，轄區內有銅鑼山、描兒山、30餘戶，田土500餘挑。被瀘縣、江津縣、合江縣隔斷，孤懸於外，民國初年劃給瀘縣。
- 三是縣南的官溪子。民國26年時，為松溉鎮聯保所屬的第五十六保。位於松溉鎮長江南岸距江邊約兩里處，面積東西約一里半，南北約兩里。共6甲，51戶，256人，田1130挑。因四周均為江津縣石蟆場所轄，亦系歷史上造成的插花飛地，不易管理，民國26年7月，永川縣政府呈請將官溪子劃歸江津，同年9月7日省政府批准，12月26日兩縣代表在五十六保辦公處正式辦理交接手續。

1974年2月1日，因瀘縣三溪水庫淹沒永川縣部分土地。永川縣將永瀘公社淹沒之天堂、樂天大隊之7隊、臨江大隊之6隊，共15個生產隊602戶、2875人及其土地劃歸瀘縣。瀘縣將寶峰公社之保衛大隊、太平大隊8個生產隊，中心大隊五個生產隊，新華大隊3個生產隊，計26個生產隊和寶峰街村1093戶、5187人及其土地劃歸永川縣。

### 区划沿革
1983年，撤社建乡时的行政区划：
- 永昌镇
- 常青公社
- 永郊区：大南公社、东南公社、西北公社、小南公社、青峰公社、永隆公社
- 大安区：大安公社、石庙公社、茶店公社、普莲公社、九龙公社、金鼎公社、隆济公社
- 陈食区：陈食公社、两河公社、马银公社、莲花公社
- 临江区：临江公社、石脚公社、双竹公社、普安公社、高滩公社
- 何埂区：松溉镇、何埂公社、松溉公社、水碾公社、聚美公社、科名公社
- 仙龙区：仙龙公社、张家公社、粉店公社、大磨公社、吉安公社、盛水公社、五间公社、茯苓公社
- 来苏区：来苏公社、登东公社、永泸公社、文峰公社、宝峰公社、来仪公社、王坪公社
- 双石区：双石公社、万寿公社、新店公社、永荣公社、红炉公社、罗汉公社、太平公社、永钢公社
- 三教区：三教公社、玉峰公社、板桥公社、柳溪公社、寿永公社、花桥公社
- 朱沱区：朱沱镇、朱沱公社、转龙公社、四明公社、涨谷公社、大河公社

1992年10月，永川县撤区并乡建镇，形成现在的区划格局。

## 人口
2021年，永川区常住人口114.92万人，比2010年减少0.07万人。其中，城镇常住人口81.75万人，常住人口城镇化率为71.14%，比上年提高1.2个百分点。户籍人口113.86万人，其中，男性57.53万人，女性56.53万人。农村人口62.71万人，城镇人口52.15万人。人口自然增长率-1.19‰。人口出生率5.34‰，出生人数5971人。死亡率6.53‰，死亡人数7297人。出生婴儿男女性别比1.08:1。

## 经济

### 主要经济数据
永川区在重庆全市内比较，是除重庆中心城区外经济较发达地区。2021年，全区GDP为1144.2亿人民币，位于重庆市辖区县第7位，为全市第8个地区生产总值突破千亿大关的区县；人均GDP为人民币99,565元，位居重庆市辖区县前列；人均可支配收入39497元，位于重庆市辖区县第10位；地方公共财政收入43.8亿人民币，公共财政支出98.6亿人民币。

### 工业
永川区是成渝城市群发展规划中的重庆重要的制造业基地，2021年全区共有规模以上工业企业356家，全区规模以上工业总产值1550.2亿元，2017~2021完成固定资产投资2413.8亿元。年产原煤200万吨左右，主要传统工业产品为光学仪器、金属卷带工业等，近年来主要工业发展方向为自动化装备制造、电子信息及汽车零部件制造产业，建有国家新型工业化产业示范基地——装备制造（机器人）·重庆永川工业园区，长城汽车永川基地，雅迪电动车摩托车整车进出口生产制造基地，蜂巢传动9（H）AT变速器制造基地等；软件与信息技术外包产业在重庆市有一定地位，拥有国家级高新技术产业开发区永川高新区和永川云谷大数据产业园。农业特产为豆豉、松花皮蛋、茶叶。

### 商业
永川区是重庆中心城区外商贸业最发达的区县之一，为成渝城市群发展规划的区域商贸物流中心，2021年实现社会消费品零售总额505.3亿元，位居重庆中心城区外区县前列，人均社零额位居重庆中心城区外区县前列，已建成渝西广场、人民广场两个主要零售商圈，运营中的商业综合体有光华渝西世纪广场、俊豪中央大街、帝都红旗广场、名豪购物广场、华创渝西新天地、协信星光广场、华贸国际中心、万达广场等，在建的有重庆永川里奥特莱斯、海亮国际广场、宝利阳文化广场、爱情广场等，另有中国永川商贸城、永川汽摩机电城、吉之汇国际农贸物流城、奥韵家博城、天骄银座装饰城、永川家电批发市场等专业市场。本土商超百货企业代表为重庆名豪实业（集团）百货有限公司，已引入重庆百货、新世纪百货、人人乐、永辉超市、沃尔玛、乐天玛特、梅西百货（泸州）、苏宁电器、国美电器、红星美凯龙等商贸企业。永川区是重庆中心城区外挂牌五星级酒店最多的区县，高级酒店有江鸿国际大饭店、名豪国际酒店、亚朵酒店、万枫酒店等。

### 金融业
永川区是重庆西部的金融中心，中国人民银行在永川区设立中心支行，重庆银监局在永川设立分局，辖区包括永川区及附近的大足区、荣昌区、双桥经济技术开发区，已引入的银行机构有中国农业发展银行、中国工商银行、中国农业银行、中国银行、中国建设银行、中国邮政储蓄银行、交通银行、中信银行、兴业银行、浦发银行、平安银行、恒丰银行、成都银行、重庆银行、重庆农村商业银行、重庆三峡银行等，其中部分银行在永川区设立片区级机构；有银行20家、小额贷款公司5家，担保公司2家，基金管理公司3家，证券公司3家，保险公司30家。

## 交通

### 铁路
永川区是是重庆规划建设的区域综合交通枢纽。成渝铁路在永川城区设永川站，高速铁路成渝客运专线在永川新城设永川东站，另规划有渝昆高速铁路永川南站、重庆市域铁路永川线到达重庆中心城区，重庆市郊铁路合川—铜梁—大足—永川段。

### 公路
全区公路总里程达到5122.8公里，公路网密度达到每百平方公里325公里；永川区亦是重庆市内少有的拥有本区绕城高速的区县， 成渝高速公路、 重庆三环高速公路在永川区过境并设有15个出口，有九永高速连接九龙坡区与永川区，以缓解既有 成渝高速公路重庆城区至永川段的通行压力，另规划有永泸高速公路连接永川区与四川省泸州市。经过永川区的国道为 348国道。
永川区现有一级公路客运站3座，为永川汽车总站、永川客运中心和位于永川新城的瓦子铺客运综合枢纽站。区内建有渝西（永川）物流中心、和旺物流园等物流设施。

### 水路
境内长江21.5公里，内河航道73.3公里，重庆港永川港区设有松溉、朱沱2个作业区。永川城区距重庆江北国际机场约90公里，有高速客运大巴接驳旅客；大安通用航空机场位于永川城区东约10公里的大安街道，为一类通用航空机场，飞行区等级为2B，跑道长度1000米，宽30米。

### 公共交通
城区公交线路31条，公交车331辆，大部分车型为电气混动或纯电动，主要车型品牌为恒通、宇通，区内发行的永川区智能公交卡与重庆宜居畅通卡可在对方运营区域内的公共交通上互刷使用；区内出租车1216辆，车型为黄色和深蓝色相间涂装的天然气动力长安铃木轿车。滴滴出行在永川区设有运营机构。百度在永川区设有西部自动驾驶开放测试和示范运营基地，并于2022年5月获准在永川城区部分路段开始进行“方向盘后无人”自动驾驶测试，2022年8月正式开始运营自动驾驶网约车。2021年，全区机动车保有量为22.56万辆，由于城区地形较平坦，电动自行车亦为市民主要的通勤工具，摩托车则在乡村地区广受欢迎。

## 环境
永川区为重庆市内国家森林城市之一。2020年末，全区森林覆盖率51.0%，城区绿地率38.7%，绿化覆盖率40.5%，人均公共绿地面积23.2平方米。永川区亦为国家园林城区，已建成的城市公园有永川植物园、新泰桂山市民公园、北山公园、望城公园、桃花山公园、探花公园、中央公园、棠城公园、兴龙湖公园、神女湖公园、凤凰湖公园、望贤公园、观音山公园等。2020年空气质量优良天数达334天。城区饮用水源水质达标率达100%；集镇饮用水源水质达标率92.9%。城区区域环境噪声平均值52.3分贝；城区主干道交通噪声平均值65.5分贝。城区垃圾无害化处理率达100%，农村生活垃圾有效治理率100%。

## 旅游
辖区内旅游资源丰富，昔有桂山秋月、竹溪夜雨、铁岭夏莲、八角攒青、石松百尺、圣水双青、龙洞朝霞、梳妆台昌州八景，为游人游览留连之地。今北有风光旖旎的茶山竹海国家森林公园，南有山青水秀的卫星糊、四季飘香的国家农业生态示范园--黄瓜山百里水果长廊和野趣十足的重庆野生动物世界；有全国首例发现的肉食恐龙化石——上游永川龙；有全国著名金石微刻艺术家刘声道的作品——三教镇石龙山摩崖石刻；有杜甫所书的“万年松化石”；有奇山怪石组成的男、女石笋山，有大文豪苏东坡留连之地——来苏梳妆台，以及宋代石刻——佛岩寺等风景名胜。其中以“茶、竹、石”三大特色旅文化游资源尤为引人注目。同时进行着大量的旅游项目建设，每年举行中国重庆(永川)国际茶文化旅游节。2021年全区接待旅游2636万人次，旅游总收入185.6亿元。其中，乐和乐都门票收入9992万元。
- 国家4A级旅游景区
  - 茶山竹海国家森林公园：电影《十面埋伏》拍摄地
  - 乐和乐都休闲度假主题公园（重庆野生动物世界）：重庆市内最大的主题游乐园
- 国家3A级旅游景区
  - 松溉古镇：中国历史文化名镇
  - 香海温泉
  - 桃花源
- 国家2A级旅游景区
  - 石笋山
- 全国休闲农业及乡村旅游示范点
  - 黄瓜山乡村旅游区

## 科教与文化
境内科技教育力量雄厚，有中央及重庆市属以上科研单位9个，截止2021年末，全区有大学7所，大专5所，中职6所，初中29所，普通高中8所，小学112所，特殊教育学校1所。是成渝城市群发展规划中的西部职业教育城。

2021年全区高新技术企业194家。成功申报市级以上科技项目119个，科技项目投入资金1,700万元，全年申请有效发明专利214个，授权2,708件，市场主体10.3万个，登记科技成果23件，获得市科技奖项8项。

全区博物馆3个。图书馆1个，藏书90万册（包含数字文献）。综合档案馆1个，馆藏案卷24.3万卷。专业档案馆3个，文化馆1个。报社1家，出版报纸542万份。电视台1个，广播电台1个，区级播控中心1个，镇街广播站22个，村级播控中心206个。有线电视用户44.2万户，有线电视综合人口覆盖率100%。

### 高等院校
- 重庆文理学院
- 重庆大学城市科技学院
- 重庆财经职业学院
- 重庆科创职业学院
- 重庆城市职业技术学院
- 重庆水利电力职业技术学院
- 重庆智能工程职业学院
- 重庆现代制造职业学院[12]
- 重庆农业职业学院[13][14]

### 中等职业学校
- 重庆市农业机械化学校
- 重庆市经贸中等专业学校
- 重庆市永川职业教育中心
- 重庆市工业技师学院

### 中学
- 永川中学
- 重庆市永川北山中学
- 重庆市永川萱花中学
- 重庆文理学院附属中学
- 永川九中
- 永川七中
- 永川景圣中学

### 国际学校
- 重庆枫叶国际学校

## 友好城市

### 國內
| 国家           | 城市         | 结好时间      |
| -------------- | ------------ | ------------- |
| 中华人民共和国 | 四川宜宾市   | 2016年8月13日 |
| 中华人民共和国 | 山东省东营市 | 2010年4月8日  |